# 泉卓真
泉 卓真 (いずみ たくま 1977年〈昭和52年〉12月16日 - ）は、日本の実業家。株式会社いずみホールディングスの代表取締役社長

## 来歴
株式会社いずみホールディングス　代表取締役社長
複数の飲食チェーン店勤務を経て2004年に海産物専門卸のいずみを創業。その後、畜産物卸や農産物卸にも参入し、2012年にいずみホールディングスを設立、持ち株会社体制に移行
。
2014年にインターネットを通じて生鮮品を販売する日本卸売市場を設立。船の上や畑の中から生中継による動画をウェブサイトで配信する「産直LIVE」をはじめとするITやテクノロジーを活用したサービスを展開し、日本最大の食品流通プラットフォームへ向けた取り組みを展開している。当時の泉は「流通業からサービス業へ」という考えをもとに、非常に理論的且つ緻密な経営戦略で短期間で圧倒的なシェアを獲得し、水産業界の革命児として業界では有名だったという。
2019年には企業間決済を代行して簡素化することを目的にOneplatを設立。
SBIや三菱UFJ、政府系の官民ファンドなどから総額10億5000万円の投資を集め、銀行をはじめとした金融機関と提携し、新しいスキームで構築された、BtoB決済プラットフォームを構築。古い商習慣やビジネスの「当たり前」から生まれるムダによって、生産性が下がっている現場を数多く目の当たりにしてきたことを背景に、そうした現場の方々にDXの恩恵を享受できる仕組みを提供する為『oneplat』を開発。
2020年2月1日にグループ各社の代表取締役社長を辞任した（取締役は重任）。

## 著書
- 『3万円の資金からスタートした起業成功論』PHP研究所、2009年